# James Lawrence Marshall
James Lawrence Marshall, también conocido como Jim Marshall (Condado de Boyle, Kentucky; 30 de diciembre de 1937-Mineápolis, Minnesota; 3 de junio de 2025) fue un jugador de fútbol americano de los Estados Unidos que jugó 20 temporadas en la NFL con dos equipos en la posición de defensive end y fue campeón de la NFL en 1969 con dos apariciones en el Pro Bowl.

## Carrera

### Universitario
Marshall jugó a nivel universitario con Ohio State Buckeyes (1957-1958). En 1958 fue nombrado All-American como tackle. También practicó atletismo con la universidad, imponiendo récords en lanzamiento de disco y lanzamiento de bala en 1958.
Marshall jugó el Rose Bowl el 1 de enero de 1958 donde los Buckeyes vencieron 10-7 a los Oregon Ducks. En esa temporada terminó en octavo lugar en la votación por el Trofeo Heisman.
En 1978 Marshall se convirtió en miembro del Ohio State Hall of Fame.

### Canadá
Marshall no pudo completar su carrera universitaria por problemas financieros, por lo que jugó para los Saskatchewan Roughriders de la Canadian Football League (CFL) en 1959. Los Roughriders obtuvieron los derechos de Marshall de Ottawa en abril de 1959. Marshall usualmente jugó en línea defensiva, pero también jugó ofensiva. Al año siguiente fue firmado por los Cleveland Browns en un cambio NFL–CFL por Bob Ptacek, que enfrentó a Marshall a nivel universitario con Michigan Wolverines. Paul Brown eligió a Marshall en la cuarta ronda del Draft de la NFL de 1960, obteniendo sus derechos como jugador.

### Profesional
Marshall jugó en 1960 con los Browns. Enfermó de encefalitis durante en entrenamiento militar en 1961, y como enfermó de gravedad fue puesto en estado de coma para salvarle la vida. Fue cambiado junto a otros cinco jugadores en los cuales estaba incluido el liniero Paul Dickson) al equipo de expansión Minnesota Vikings a cambio de dos selecciones del Draft de 1962. Jugó con los Vikings de 1961 a 1979 donde finalizó con el récord de más partidos consecutivos con 282, récord que tuvo hasta que fue superado por el pateador Jeff Feagles. Marshall fue titular en 270 partidos con los Vikings, un récord en la NFL hasta que fue superado por el quarterback Brett Favre.
Marshall jugó el Pro Bowl en 1968 y 1969. Recuperó 30 fumbles en su carrera, lo que actualmente es un récord en la NFL. Con los Vikings estuvo en el llamado «Purple People Eaters» (que integraban Marshall (DE), Alan Page (DT), Gary Larsen (DT) y Carl Eller (DE)), y fue el último jugador del equipo de Minnesota de la temporada de 1961 en retirarse. Marshall logró 127 capturas como Viking, la segunda cantidad más grande de la franquicia por detrás de Eller. Al momento de su retiro en 1979, Marshall jugó cada partido de los Vikings en ese lapso de tiempo. En su último partido de local consiguió dos capturas, por lo que le entregaron el balón del partido, elprmero otorgado por el entrenador de los Vikings Bud Grant.
Marshall fue uno de 11 jugadores de los Vikings que jugaron en los cuatro Super Bowl de la franquicia en los años 1970.
Marshall tuvo una jugada infame en su carrera cuando corrió del lado equivocado del campo con Minnesota ante los San Francisco 49ers el 25 de octubre de 1964 luego de recuperar un fumble, donde Marshall corrión 66 yardas hacia el lado contrario para terminar en la end zone. tras completar la carrera pensó que había anotado un touchdown para los Vikings y Marshall se puso a celebrar, lanzando el balón hacia el costado, resultado en un Safety para los 49ers. Marshall no supo lo que pasó hasta que el liniero de los 49ers Bruce Bosley le agradeció, y su compañero de equipo Fran Tarkenton, que estaba cerca de la línea lateral le dijo a Marshall lo que hizo. Según Marshall, que se acercó al coach de los Vikings Norm Van Brocklin luego de la jugada, le dijo que fue la cosa más interesante que haya visto en el día. A pesar del error, los Vikings ganaron el partido 27–22 gracias a un fumble forzad por Marshall, que Eller regresó para touchdown.
Marshall luego recibió una carta de Roy Riegels, que había hecho lo mismo en el Rose Bowl de 1929, carta que decía: «Bienvenido al club». Marshall lo nombró en el programa I've Got A Secret tras el incidente. En 2019 Marshall se ubicó en la posición No. 54 de las 100 más grandes jugadas en la historia de la NFL.

## Tras el retiro
Marshall se mudó a St. Louis Park, Minnesota. Se casó dos veces, la primera con Anita, con quien tuvo dos hijas, y la segunda con Susan. En septiembre de 2009 cuando el quarterback Brett Favre superó a Marshall en el récord de más partidos como titular, no vio el partido por celebrar su aniversario de bodas. Diás después Marshall fue al entrenamiento de los Vikings para felicitar personalmente a Favre.
Luego de retirarse como jugador, Marshall pasó a trabajar en la industria financiera, en bienes raíces y en seguros. También estaba en fundaciones relacionadas con los indigentes y jóvenes desempleados.
Marshall murió en Minneapolis el 3 de junio de 2025 a los 87 años luego de varios días hospitalizado.

## Legado
Marshall utilizó el número 70 con los Vikings, el cual fue retirado por la organización cuando le fue otorgado el anillo de honor del equipo. En 2004 Marshall fue seleccionado por la Professional Football Researchers Association en la segunda clase del Hall of Very Good. Marshall fue finalista por el Pro Football Hall of Fame en 2004 pero no lo eligieron. En 2008 el canal NFL Network nombró a Marshall como el segundo mejor jugador que no era miembro del Hall of Fame en su programa NFL Top 10, solo detrás del liniero de los Green Bay Packers Jerry Kramer; Kramer terminó siendo electo en el Salón de la Fama en 2018. en 2023 y 2024 Marshall fue semifinalista para la categoría senior pero no llegó a los 12 finalistas.

## Récords en la NFL

### Activos
- Más temporadas como jugador defensivo: 20[28]
- Más temporadas completas como jugador defensivo: 20[29][30]
- Más partidos iniciados como jugador defensivo, incluyendo playoffs: 289[29]
- Más partidos consecutivos como defensivo en termporada regular: 282[28]
- Más partidos consecutivos como titular en defensa: 270[31]
- Más partidos consecutivos como titular con un solo equipo: 270[32]
- Más fumbles recuperados: 29[17] (empatado con Jason Taylor)[1]
- Más fumbles recuperados por un defensive end: 30[31]
- Más yardas por fumbles recuperados: 66[31]

### Rotos
- Más partidos conecutivos: 282[17] (roto por Jeff Feagles en 2005)[33]
- Más partidos consecutivos como titular: 270 (roto por Brett Favre en 2009)[34]